# Храми Сум
У Сумах є досить велика кількість храмів. Найвизначнішими є Спасо-Преображенський та Троїцький собори, Свято-Воскресенська, Іллінська, Петропавлівська та Пантелеймонівська церкви. Також у місті багато сучасних храмів, які збудували після розпаду СРСР. Але більшість з них мають невеликі розміри та не відзначаються особливим архітектурним стилем та витонченістю.

## Християнство

### Католицизм
| Назва                                    | Роки спорудження | Розташування     | Фото | Короткі відомості |
| Костел Благовіщення Пресвятої Діви Марії | 1900-1911        | Вул. Троїцька, 6 |      | Зведений за сприянням Павла Харитоненка у 1911 році для німців та інших іноземців, які працювали на його виробництві. За радянської влади костел був краєзнавчим музеєм, а потім використовувався як спортзал. У 1994 році костел було повернуто католикам. |

### Православ'я
| Назва                            | Роки спорудження                             | Розташування                                                                | Фото | Короткі відомості |
| Воскресенська церква             | Кінець XVII—1702, дзвіниця зведена у 1906 р. | площа Незалежності, 19                                                      |      | Належить до Православної церкви України. Перша кам'яна церква в м. Суми. Є зразком українського бароко. Церква зведена на пожертви козацьких полковників Герасима та Андрія Кондратьєвих, водночас храм являє собою родову усипальницю. |
| Свято-Троїцький собор            | 6 травня 1901 — червень 1913                 | вул. Троїцька 34                                                            |      | Належить до конфесії Московського Патріархату. Церква була закладена на честь дня народження останнього російського імператора Миколи ІІ. Меценатом будівництва був Павло Іванович Харитоненко. Проект собору зробив видатний сумський архітектор Г. Шольц. Зразком для створення Троїцького храму стали Ісаакіївський та Троїцький собори в Санкт-Петербурзі. Через смерть замовника храму (1914) та початок Першої світової війни, собор залишився недобудованим. За радянської влади Троїцький собор був переобладнаний під зал камерної та органної музики. У другій половині 1990-х його було передано церковній громаді. |
| Спасо-Преображенський собор      | 1882—1892 (реконструкція)                    | вул. Соборна, 31                                                            |      | Належить до конфесії УПЦ МП. У 1882 році розпочалася реконструкція кам'яного храму 1788. Внаслідок цього ремонту церква була повністю перероблена та змінила свій вигляд. Архітектором реконструкції був М. Ловцов. У композиції храму домінує дзвіниця, висота якої 56 м. Вона закінчується сферичним куполом біля якого в кутах розміщено фігури євангелістів: Марка, Матвія, Луки та Івана Богослова. Біля купола собору теж розташовано чотири постаті. Це апостоли: Петро, Іван, Яків та Павло. |
| Іллінська церква                 | 1836—1845 р.р.                               | вул. Іллінська, 10                                                          |      | Належить до конфесії Московського Патріархату. ЇЇ будівництво розпочалося у 1836 році, однак через велику пожежу в Сумах (1839) Іллінську церкву довго ніхто не наважувався добудовувати. У 1844 р. старостою храму став Степан Тихонов, на пожертви якого церкву і було добудовано (1845). У 1995-2000 рр. — коло храму збудували каплицю на честь святителя Тихона Задонського. |
| Петропавлівська церква           | 1843(?)—1851                                 | вул. Петропавлівська, міське кладовище                                      |      | Належить до конфесії УПЦ МП. Являє собою цвинтарну церкву, оскільки розташована на міському кладовищі. Є зразком класицизму. ЇЇ план було затверджено 1840 року, але будувати церкву почали лише у 1843 році. Біля храму знаходяться поховання Суханових та Харитоненків. |
| Пантелеймонівська церква         | 1915                                         | вул. Роменська, 1                                                           |      | Належить до конфесії Московського Патріархату. Зведена 1915 року. Входить до ансамблю Пантелеймонівського монастиря. Архітектор Олексій Щусєв. За радянської влади до 1963 року в ній проводилися богослужіння, але потім вона використовувалася як склад. У 1980 з неї хотіли зробити планетарій. У 1990-му році була повернута церковній громаді. |
| Церква Різдва Іоанна Предтечі    | 1691, 1837                                   | вул. Родини Линтварьових, 87                                                |      | Належить до конфесії УПЦ МП. Знаходиться на Луці, по вул. Родини Линтварьових. У 1691 році був зведений дерев'яний храм на території жіночого монастиря Іоанна Предтечі. У 1787 році монастир був закритий. 1837 року на місці монастиря, за фінансової допомоги родини Линтварьових, було побудовано кам'яну тридільну церкву Іоанна Предтечі спеціально для місцевих жителів Луки та села Баранівки. У 1907 році до храму були добудовані вівтар святої Трійці та святого Іоанна. |
| Храм Благовірного Князя Георгія  | 2010                                         | вул. Марка Вовчка, 2                                                        |      | УПЦ МП. Храм належить церковній громаді Сумської клінічної лікарні № 5. Служби в ньому почали проводитися з 2010 року, коли вже було виконано більшість робіт та добудоване приміщення храму, на гроші жителів «хім-містечка» та меценатів. |
| Церква Святої мучениці Валентини | 2003                                         | вул. Герасима Кондратьєва, 160 (Сумський національний аграрний університет) |      | Храм УПЦ МП. Знаходиться на території кампусу Сумського національного аграрного університету. |

### Протестантизм
| Назва                          | Роки спорудження | Розташування       | Фото | Короткі відомості |
| «Світло Євангелія»             | 1993 — 2000      | вул. Покровська, 5 |      | Баптизм. Будівля цікава тим, що зведена в архітектурному стилі неоготики. Багато людей здалеку плутають протестантську церкву з католицьким храмом, адже споруда має деякі характерні риси, притаманні лише католицьким костелам. |
| Церква адвентистів сьомого дня |                  | вул. Молодіжна, 7  |      | |

## Іслам
| Назва            | Роки спорудження | Розташування               | Фото | Короткі відомості                    |
| Мечеть «Баракят» | 2015             | вул. Білопільський Шлях, 4 |      | Духовне управління мусульман України |